# Sjapoer II
Sjapoer II de Grote was sjah van de dynastie van de Sassaniden, die over Perzië regeerde. Hij was sjah tussen 309 en 379. Hij was de zoon van Hormazd II (r. 302-309). Gedurende zijn regeerperiode beleefde het rijk een nieuwe bloeiperiode. Hij werd opgevolgd door Ardashir II.

## Wonderlijk begin
Na de dood van Hormazd II, ruimden de Perzische edelen zijn nakomelingen uit de weg. De oudste zoon werd vermoord, de tweede de ogen uitgestoken en de derde vluchtte naar het Romeinse grondgebied. Sjapoer II was het ongeboren kind van een van de bijvrouwen van Hormazd II. De kroon werd op de buik van zijn moeder geplaatst om de opvolging te verzekeren. Tijdens zijn jeugd werd het rijk door zijn moeder en edelen bestuurd. Toen hij zelf aan de macht kwam,  bleek hij een actieve en effectieve heerser te zijn.

## Oorlogen

### Tegen de Arabieren
Gebruik makend van de interne machtsstrijd in Perzië, vielen de Lakhmiden, Arabieren uit het noorden van het Arabisch schiereiland, het rijk binnen, verwoestten en plunderden de oostelijke steden en vielen zelfs de provincie Fars aan, de geboorteplaats van de Sassanidische koningen. Sjapoer II leidde zijn klein, maar gedisciplineerd leger tegen de Arabieren, versloeg hen en stelde de zuidelijke gebieden van het rijk veilig.

### Tegen de Romeinen
Tiridates IV van Armenië bekeerde zich tot het christendom en het christendom werd in zijn land staatsgodsdienst. Hiermee werd Armenië, twistappel tussen het Romeinse Rijk en het Perzische Rijk, het eerste land dat het christendom omarmde. Sjapoer zegde de Vrede van Nisibis (299) op en viel het land binnen, de zoveelste Romeins-Perzische oorlog. Het Beleg van Singara (344) was het hevigst.

### Tegen de Hunnen
De gevechten werden gestaakt, omdat nomadische stammen, die wij kennen onder de verzamelnaam  Hunnen, de oostelijke grens van het rijk, Transoxanië, een strategisch belangrijk gebied voor de controle van de Zijderoute, binnenvielen. De oorlog aan de oostelijke grens zou ongeveer acht jaar duren (350-358). Sjapoer II stuitte de opmars van de Hunnen en veroverde het gebied dat nu bekendstaat als Afghanistan.

### Tweede oorlog tegen de Romeinen
Verlost van de Hunnen, begon hij zijn tweede campagne tegen de Romeinen. Bij het Beleg van Amida (359) werden het Romeins garnizoen en de inwoners van de stad omgebracht. De Perzen verloren ongeveer 30.000 man, maar Sjapoer II marcheerde verder en nam Singara en een aantal andere forten in. In 363 had keizer Julianus de idee het Sassanidenrijk te vernietigen en met een sterk leger vertrok hij naar de hoofdstad Ctesiphon. In de slag bij Samarra (363) sneuvelde hij. Zijn opvolger Jovianus tekende een vredesverdrag, waarbij de districten aan de Tigris en Nisibis (in totaal vijf Romeinse provincies) werden afgestaan aan de Perzen en de Romeinen beloofden om zich niet meer te mengen in Armenië.

## Religie
Sjapoerr II voerde een streng religieus beleid. Onder zijn bewind werd de collectie van de Avesta, heilige teksten van het zoroastrisme voltooid. Ketterij en afvalligheid werden gestraft, christenen werden vervolgd. Dat laatste was een reactie tegen de kerstening van het Romeinse Rijk door Constantijn de Grote. Hij liet rond 348 de heilige Abraham van Arbela onthoofden, omdat hij weigerde de zon te aanbidden.
Sjapoerr II, net als Sjapoer I stond echter welwillend tegenover de joden, die in relatieve vrijheid leefden en in zijn regeringsperiode veel privileges kregen.

## Cultuur
De uitingen van Sassanidische kunst volgden zijn overwinningen en men vindt ze terug tot in Turkestan, en zelfs tot in China.

## Waardering
Op het moment van de dood van Sjapoer II was het Perzische Rijk sterker dan ooit, met zijn vijanden in het oosten gepacificeerd en Armenië onder Perzische controle.

## Shahnameh
In Ferdowsi's Shahnameh heeft Sjapoer II de naam Shapur Zu'l Aktaf (Shapur, heer van de schouders). Toen de Arabische, Ghassanidische leider Tayer Nersi's dochter Nobahar had geschaakt en een dochter, Malekeh, bij haar had gekregen, kwam Shapur, 26 jaar oud, in het geweer. Malekeh werd verliefd op Shapur, opende 's nachts de deuren van het fort en zo wist Shapur de Arabieren te verslaan. Van Arabische gevangenen liet hij de schouderbladen verwijderen en daaraan dankte Shapur zijn bijnaam 'heer van de schouders'.
Shapur reisde als koopman vermomd naar Rome om er de keizer te ontmoeten. Een pers aan het hof herkende hem en de Romeinse keizer liet Shapur gevangennemen en in een ezelshuid naaien. Dankzij een Perzische dienares van de keizerin wist Shapur samen met haar te ontsnappen. Hij gaf haar later de naam Delafruz-e Farrokhpay (het genoegen van het hart dat voorspoed brengt) en zij was de favoriet onder zijn vrouwen. In Iran verzamelde Shapur zijn leger om de Romeinen, die Iran hadden ingenomen, te verslaan. In de nacht overrompelde hij het Romeinse kamp in Ctesiphon en nam de keizer gevangen, spleet zijn oren en doorboorde zijn neus met een stuk hout als bij een kameel. Toen stond de broer van de Romeinse keizer, Yanus, in Rome op. Hij was een ambitieuze, genereuze, hartelijke man. Zijn mannen verdwaalden echter in Iran door zandstormen en toen Shapurs leger aanviel, vluchtte keizer Yanus, maar zijn leger werd in de pan gehakt. De overlevenden kozen een nieuwe leider: Baranush, die snel een vredesverdrag met Shapur sloot. Toen de Romeinse keizer, die in de Perzische gevangenis zat, was gestorven, stuurde Shapur zijn lichaam in een kist naar Rome. Voor de gevangenen bouwde hij drie steden: Khorramabad (de stad van vreugde) in Khuzestan, Piruz-e Shapur (Shapurs overwinning) in Syria en Kenam-e Asiran (verblijf van de gevangenen) bij Ahvaz.